# Eremulus densus
Eremulus densus är en kvalsterart som beskrevs av Hammer 1979. Eremulus densus ingår i släktet Eremulus och familjen Eremulidae. Inga underarter finns listade i Catalogue of Life.